# Hans Scholder
Hans Scholder (* 15. November 1922 in Neuenstein; † 9. Oktober 2012) war ein deutscher Kommunalpolitiker und von 1960 bis 1974 Bürgermeister der Stadt Ditzingen.

## Leben
Scholder wurde 1922 als Sohn eines Stadtschultheißen im hohenlohischen Neuenstein geboren. Nachdem er schon früh seine Mutter verloren hatte, begann er im Alter von 16 Jahren mit der Ausbildung für den gehobenen Verwaltungsdienst. Er holte später das Abitur nach, wurde aber kurz darauf zum Dienst bei der Luftwaffe eingezogen. Im Zweiten Weltkrieg wurde er unter anderem in Riga eingesetzt. Bei Kriegsende geriet er in Kriegsgefangenschaft. Anschließend konnte er an der Staatlichen Verwaltungsschule in Stuttgart die Prüfung für die gehobene Verwaltungslaufbahn absolvieren. Seine erste Dienststellung trat er 1948 als Bürgermeister der Gemeinde Westernach (Kreis Öhringen) an. 1954 wurde er dort wiedergewählt und zugleich Bürgermeister der Gemeinde Obereppach. Bei der Wahl für die Nachfolge des im Amt verstorbenen Ditzinger Bürgermeisters Rudolf Döbele setzte er sich am 11. September 1960 im zweiten Wahlgang gegen den Ditzinger Gemeindeamtmann Rudolf Kammerer durch. Am 15. September 1968 wurde er (als einziger Bewerber) auf 12 Jahre wiedergewählt. Er schied jedoch im Zuge der Gebietsreform in Baden-Württemberg Ende 1974 aus seinem Amt aus und stellte sich nicht zur Wiederwahl. Nachfolger wurde Alois Lang.
In Hans Scholders Amtszeit fallen wichtige Bau- und Infrastrukturprojekte, darunter der Neubau des Hallenbads und der Stadthalle, das gemeinsame Gruppenklärwerk mit der Stadt Stuttgart, der Anschluss an die S-Bahn Stuttgart und der Ausbau von Schulen und Kindergärten. Scholder leitete die Erhebung Ditzingens zur Stadt in die Wege (1966) und führte im Zuge der Gebietsreform die Verhandlungen über die Eingemeindung der Nachbarkommunen Heimerdingen und Schöckingen (1971) sowie den Zusammenschluss Ditzingens mit der Gemeinde Hirschlanden (1975), die noch in seiner Amtszeit vollzogen bzw. vorbereitet wurden.
Neben seiner Funktion als Bürgermeister gehörte Scholder ab 1966 dem Kreistag des Landkreises Leonberg und von 1971 bis 1979 des Landkreises Ludwigsburg an, wo er sich als parteiloses Mitglied der Fraktion der Freien Wähler anschloss. 1977 wurde er Mitglied des Planungsausschusses der Verbandsversammlung Mittlerer Neckar.

## Auszeichnungen
- 1979: Eberhard-Ludwig-Medaille des Landkreises Ludwigsburg
- 1988: Bundesverdienstkreuz am Bande